# Macskaszem (film)
A Macskaszem (eredeti cím: Cat's Eye) 1985-ben bemutatott amerikai thriller–horror antológiafilm Lewis Teague rendezésében. A forgatókönyvet saját, Leszoktató Rt. és A párkány című novellái alapján Stephen King írta. A főbb szerepekben Drew Barrymore, James Woods, Alan King, Robert Hays és Candy Clark látható.
A film három sötét hangvételű, izgalmas, ugyanakkor abszurdan komikus történetből áll. Ezeket mind egy macska felbukkanása köti össze.

## Cselekmény
Az első történetben egy férfi próbál leszokni a dohányzásról, ám a rendelő amit választ igencsak sajátos módon próbálja leszoktatni a szenvedélyükről a pácienseket: ha nem hajlandóak abbahagyni a káros szokásukat veszélybe kerülhet a maguk és családtagjaik testi épsége.
A második történetben egy teniszező a szeretőjével kíván meglépni, de annak nagy hatalmú férje tudomást szerez a dologról. Egyezséget ajánl a férfinek az életéért cserébe: elengedi őt és vele együtt a feleségét is, ha végrehajt egy veszélyes vállalkozást és körbesétál egy épület párkányán. Az életveszélyes játék azonban nem várt fordulatot hoz.
A harmadik történetben egy vidéki házban lakó család kislányának nyugalmát egy szobájába behatoló kis troll zavarja meg. Egyedül az a befogadott cica segíthet rajta, amely végigkíséri a filmet.

## Szereplők
| Szerep            | Színész           | Magyar hang             | Magyar hang      |
| Szerep            | Színész           | 1. változat (1990–1991) | 2. változat      |
| ----------------- | ----------------- | ----------------------- | ---------------- |
| Amanda            | Drew Barrymore    |                         | Szabó Luca       |
| Dick Morrison     | James Woods       | Breyer Zoltán           | Dunai Tamás      |
| Dr. Vinny Donatti | Alan King         | Berzsenyi Zoltán        | Bács Ferenc      |
| Cressner          | Kenneth McMillan  | Berzsenyi Zoltán        | Mádi Szabó Gábor |
| Johnny Norris     | Robert Hays       | Breyer Zoltán           | Epres Attila     |
| Sally Ann         | Candy Clark       |                         | Antal Olga       |
| Jerrilyn          | Shelly Burch      |                         | Zsigmond Tamara  |
| Richards          | Sal Richards      |                         | Balázsi Gyula    |
| Albert            | Jesse Doran       |                         | Albert Gábor     |
| Marcia            | Patricia Kalember |                         | Papp Ági         |
| Ducky             | Mike Starr        |                         | Imre István      |
| Részeg üzletember | James Rebhorn     |                         | Barát Attila     |
| Mr. Milquetoast   | Russell Horton    |                         | Kárpáti Levente  |

## A film zenéje
A film zenéjét Alan Silvestri szerezte, az alacsony költségvetés miatt kizárólag szintetizátorokat használva. A filmzene fő témája (a "Tábornok" névre hallgató cica témája) kísértetiesen hasonlít a szintén 1985-ben bemutatott a Vissza a jövőbe főtémájára, aminek szintén Silvestri szerezte a zenéjét.
- The Police – Every Breath You Take
- Phil Medley és Bert Russell – Twist and Shout
- R. Martinez – 96 Tears
- J. Morali, F. Zarr és B. Valanch – Cat's Eye